# Карроллтон (Міссісіпі)
Карроллтон (англ. Carrollton) — місто (англ. town) в США, в окрузі Керролл штату Міссісіпі. Населення — 423 особи (2020).

## Географія
Карроллтон розташований за координатами 33°30′22″ пн. ш. 89°55′18″ зх. д. / 33.50611° пн. ш. 89.92167° зх. д. (33.506122, -89.921793).  За даними Бюро перепису населення США в 2010 році місто мало площу 2,02 км², уся площа — суходіл.

## Демографія
Згідно з переписом 2010 року, у місті мешкало 190 осіб у 91 домогосподарстві у складі 59 родин. Густота населення становила 94 особи/км².  Було 96 помешкань (48/км²).
Расовий склад населення:
| - 90,5 % — білих - 8,9 % — чорних або афроамериканців - 0,5 % — корінних американців |

До двох чи більше рас належало 0,0 %. Частка іспаномовних становила 0,0 % від усіх жителів.
За віковим діапазоном населення розподілялося таким чином: 14,2 % — особи молодші 18 років, 63,2 % — особи у віці 18—64 років, 22,6 % — особи у віці 65 років та старші. Медіана віку мешканця становила 50,6 року. На 100 осіб жіночої статі у місті припадало 90,0 чоловіків;  на 100 жінок у віці від 18 років та старших — 83,1 чоловіків також старших 18 років.
Середній дохід на одне домашнє господарство  становив 48 074 долари США (медіана — 36 023), а середній дохід на одну сім'ю — 59 825 доларів (медіана — 41 250). За межею бідності перебувало 41,1 % осіб, у тому числі 81,1 % дітей у віці до 18 років та 11,1 % осіб у віці 65 років та старших.
Цивільне працевлаштоване населення становило 45 осіб. Основні галузі зайнятості: освіта, охорона здоров'я та соціальна допомога — 40,0 %, роздрібна торгівля — 33,3 %, мистецтво, розваги та відпочинок — 6,7 %, оптова торгівля — 4,4 %.